# Cameron Crowe
Cameron Bruce Crowe (sinh ngày 13 tháng 7 năm 1957) là một đạo diễn, nhà sản xuất, nhà biên kịch, nhà báo, tác giả và nam diễn viên người Mỹ. Trước khi gia nhập ngành công nghiệp điện ảnh, Crowe từng là một cây bút cộng tác cho tạp chí Rolling Stone và ông vẫn thường xuyên viết bài cho tạp chí này. Tác phẩm đầu tay mà Crowe chắp bút kịch bản, Fast Times at Ridgemont High được xây dựng từ một cuốn sách do chính ông viết trong thời gian 1 năm ông bí mật làm học sinh tại Trường Trung học Clairemont ở San Diego, California. Sau đó, ông viết kịch bản kiêm đạo diễn thêm một tác phẩm nữa về đề tài học đường là Say Anything... (1989), rồi kế tiếp là Singles (1992) – câu chuyện về những thanh niên độ tuổi đôi mươi tập hợp với nhau để làm một bản soundtrack, xoáy sâu vào làn sóng nhạc grunge đang thịnh hành ở Seattle lúc bấy giờ. Năm 1996, Crowe giành được thành công lớn với bộ phim Jerry Maguire (1996). Ngay sau đó, ông được bật đèn xanh để thực hiện tác phẩm tự truyện Almost Famous (2000) – dự án mà ông ấp ủ từ lâu. Bộ phim xoay quanh một cậu nhà báo trẻ tuổi thiếu niên đi lưu diễn với một ban nhạc đang trên đà nổi tiếng, thể hiện góc nhìn sâu sắc về cuộc đời của cây viết trẻ mới 15 tuổi của Rolling Stone. Với kịch bản bộ phim, Crowe đã thắng một giải Oscar cho kịch bản gốc xuất sắc nhất. Cuối năm 1999, Crowe cho xuất bản cuốn sách thứ hai lấy nhan đề Conversations with Wilder, với nội dung là một phiên hỏi đáp với đạo diễn Billy Wilder.

## Xuất thân
Cameron Crowe sinh ra tại Palm Springs, California. Cha ông, James A. Crowe là người gốc Kentucky, sở hữu một doanh nghiệp dịch vụ điện thoại và bất động sản. Mẹ của anh, bà Alice Marie (nhũ danh George) "là một giáo viên, nhà hoạt động, người rất linh hoạt thường biểu diễn kịch hài ở nhà và mặc một bộ đồ chú hề đến trường vào những dịp đặc biệt." Bà làm giáo sư tâm lý học chuyên ngành trị liệu gia đình và thường tham gia các cuộc biểu tình vì hòa bình hoặc liên quan đến quyền của công nhân nông trại. Crowe là con út và có hai người chị gái; một người chị đã qua đời khi ông còn nhỏ. Gia đình ông thường xuyên di chuyển nhưng dành nhiều thời gian ở thị trấn sa mạc Indio. Crowe nhận xét rằng Indio là nơi "người ta sở hữu rùa, không phải chó". Gia đình anh cuối cùng chọn định cư ở San Diego.
Crowe đã bỏ qua mẫu giáo và hai lớp tiểu học, và khi nhập học trung học Công giáo, ông trẻ hơn một chút so với các học sinh khác. Ông càng rơi vào tình trạng bị xa lánh hơn do thường bị ốm bởi bệnh viêm thận.

## Sự nghiệp

### Khởi nghiệp viết lách ởRolling Stone
Câu chuyện đầu tiên mà Crowe viết cho Rolling Stone nói về ban nhạc Allman Brothers Band. Năm 16 tuổi, ông từng đồng hành cùng họ trong 3 tuần, tiến hành phỏng vấn ban nhạc cũng như đoàn hộ tống đường dài. Vì Crowe vốn là người hâm mộ các ban nhạc hard rock ở thập niên 1970, nên ông được dự nhiều buổi phỏng vấn lớn. Ông chủ yếu viết về Yes và cả những tên tuổi như Led Zeppelin, Allman Brothers, Jackson Browne, Neil Young, Eagles, Rod Stewart, Eric Clapton, Peter Frampton, Linda Ronstadt, Crosby, Stills, Nash and Young, Fleetwood Mac cùng nhiều nghệ sĩ rock khác. Đồng nghiệp cũ Sarah Lazin miêu tả về thời trẻ của Crowe: "Anh ấy rất vui khi được làm việc cùng [tôi], một con người hoàn toàn chuyên nghiệp. Anh ấy dễ tình và ham học hỏi. Và dĩ nhiên là các ban nhạc cũng yêu quý anh ấy." Cây bút kì cựu Ben Fong-Torres cũng nói về Crowe: "Anh ấy là người mà chúng tôi cử đi theo một số khách hàng khó tính. Anh ấy là người tường thuật về các ban nhạc ghét Rolling Stone."

### 1982–92: Những tác phẩm đầu tiên
Năm 22 tuổi, Crowe nảy ra ý tưởng bí mật làm học sinh trung học và viết về những trải nghiệm của mình. Simon & Schuster đưa ra một bản hợp đồng cho ông và ông chuyển về sống cùng cha mẹ rồi nhập học Trường trung học Clairemon ở San Diego dưới cái tên Dave Cameron. Được sống lại năm cuối cấp mà bản thân chưa bao giờ có được, ông kết bạn và bắt đầu hòa nhập. Mặc dù lúc định đưa chính mình vào sách, ông nhận ra rằng như thế sẽ hủy hoại khả năng nắm được trải nghiệm thực sự thời trung học của mình. Sau đó, cuốn sách Fast Times at Ridgemont High: A True Story ra đời vào năm 1981.
Trước khi sách được phát hành, Fast Times at Ridgemont High đã được lựa chọn để dựng thành phim điện ảnh. Bộ phim được công chiếu vào năm 1982 và không có cốt truyện cụ thể cũng như không có cái tên đình đám nào tham gia dự án. Do đó hãng phim quyết định không tiếp thị cho bộ phim, nhưng tác phẩm vẫn thành công nhờ lời truyền miệng. Mặc dù vậy, những đánh giá dành cho Fast Times at Ridgemont High khá tích cực và bộ phim trở thành nơi chấp cánh sự nghiệp của những diễn viên tên tuổi sau này, nhưng còn vô danh lúc bấy giờ, như Jennifer Jason Leigh, Eric Stoltz, Judge Reinhold, Phoebe Cates, Anthony Edwards, Nicolas Cage, Forest Whitaker và Sean Penn.
Sau Fast Times at Ridgemont High, Crowe viết kịch bản cho phim The Wild Life (1984) – phần hậu truyện của Fast Times at Ridgemont High. Trong khi tác phẩm tiền truyện theo chân đời sống trung học của giới thanh niên, The Wild Life lại xoay quanh cuộc sống của một số thanh niên hậu trung học đang sống tại một khu chung cư. Nhà làm phim James L. Brooks để ý đến giọng nói của Crowe và bày tỏ mong muốn hợp tác cùng ông. Brooks là người nắm giữ vị trí giám đốc sản xuất cho tác phẩm đầu tiên mà Crowe làm đạo diễn – Say Anything... (1988), nội dung nói về một chàng trai tìm cách để chiếm được trái tim của một cô gái dường như hoàn hảo về mọi mặt. Say Anything... đã nhận được nhiều lời tán dương từ giới phê bình. Đến lúc này, Crowe đã sẵn sàng gác lại mặc cảm tuổi thiếu niên và chú trọng vào những người bạn cùng trang lứa. Dự án kế tiếp của Crowe là Singles (1992), xoay quanh những mối tình lãng mạn giữa các thành viên trong một nhóm 6 người ở độ tuổi đôi mươi tại Seatle. Phim có sự tham gia của Bridget Fonda và Matt Dillon, trong đó Fonda hóa thân vào vai một cô phục vụ cà phê đang xu nịnh một nhạc sĩ đầy tham vọng (Dillon thủ vai). 

### 1996–2000: Thành công vang dội
Nhằm rẽ sang một hướng đi mới, Crowe đã đạo diễn kiêm viết kịch bản cho Jerry Maguire – bộ phim nói về một đại diện thể thao chuyên nghiệp, lấy cảm hứng từ người đại diện thể thao Leigh Steinberg. Ngôi sao Tom Cruise là người thủ vai chính Jerry, còn Cuba Gooding, Jr. đóng vai Rod Tidwell – một cầu thủ bóng bầu dục lớn tuổi và có câu cửa miệng "Show me the money!", từng trở thành mốt trong văn hóa lúc bấy giờ. Bên cạnh đó, nữ diễn viên Renée Zellweger vào vai một viên kế toán, cô đã gác lại công việc của mình để chạy theo lý tưởng đạo đức của Maguire, cả về khía cạnh công việc lẫn tình yêu. Gooding đã giành giải Oscar cho Nam diễn viên phụ xuất sắc nhất, còn bộ phim cũng nhận được các đề cử Phim hay nhất, Kịch bản xuất sắc nhất, Dựng phim xuất sắc nhất và Nam diễn viên chính xuất sắc nhất (cho Cruise). Cruise cũng thắng giải Quả cầu vàng thứ hai trong sự nghiệp nhờ màn hóa thân vai Jerry.
Năm 2000, Crowe sử dụng những trải nghiệm làm nghề báo của mình để soạn kịch bản kiêm đạo diễn Almost Famous – tác phẩm nói về trải nghiệm của một nhà báo âm nhạc tuổi thiếu niên trong chuyến đi cùng một ban nhạc mới nổi vào đầu thập niên 1970. Phim có sự góp mặt của Patrick Fugit vai William Miller, một nhà báo có khuôn mặt trẻ thơ dấn thân vào thế giới của tình dục, ma túy và rock n roll, còn bạn diễn của anh là Kate Hudson thủ vai Penny Lane, thành viên của một nhóm groupie điển hình, nhưng lại phủ nhận và tự cho mình là một "Band-Aid". Phim còn có sự tham gia của Frances McDormand vai mẹ của William và Zooey Deschanel vai chị gái William. Ngoài ra, Crowe và Nancy Wilson (thành viên của Heart và vợ Crowe lúc bấy giờ) đã đồng sáng tác 3 trên 5 bài hát của Stillwater - một ban nhạc hư cấu trong bộ phim, còn nhạc công Mike McCready (nhóm Pearl Jam) chơi lead guitar trong tất cả các bài hát của Stillwater. Bộ phim nhận được nhiều đánh giá tích cực cũng như gặt hái được nhiều giải thưởng danh giá, như giải Oscar cho kịch bản gốc xuất sắc nhất và giải Quả cầu vàng cho phim ca nhạc/hài hay nhất. Nhạc phim còn giành chiến thắng giải Grammy cho Tác phẩm âm nhạc biên soạn xuất sắc nhất cho phim ảnh. Dẫu vậy, tác phẩm lại bị lỗ nặng về khoản doanh thu phòng vé.

### 2001–nay:Vanilla Sky,Elizabethtownvà các dự án khác
Sau thành công với Almost Famous, Crowe nhận chỉ đạo bộ phim giật gân tâm lý mang tên Vanilla Sky (2001). Phim có sự tham gia diễn xuất của Tom Cruise, Penélope Cruz và Cameron Diaz, tuy nhận được những đánh giá trái chiều nhưng lại đạt doanh thu tới 100,6 triệu USD ở thị trường phòng vé Mỹ, trở thành tác phẩm ăn khách thứ hai mà Crowe từng đạo diễn sau Jerry Maguire. Năm 2005, Crowe ngồi ghế đạo diễn bộ phim hài lãng mạn pha chút bi kịch có tựa đề Thị trấn tình yêu, với sự tham gia diễn xuất của Orlando Bloom và Kirsten Dunst. Bộ phim tiếp tục nhận được những đánh giá trái chiều như Vanilla Sky.
Kể từ năm 2011 đến nay, Crowe đã làm đạo diễn một số bộ phim nữa, như phim hài–chính kịch đề tài gia đình We Bought a Zoo (có sự góp mặt của Matt Damon và Scarlett Johansson) công chiếu năm 2011; phim tài liệu The Union (2011) xoay quanh quá trình thực hiện album The Union của Elton John hợp tác với Leon Russell, được sản xuất bởi T-Bone Burnett; phim tài liệu kỷ niệm 20 năm thành lập ban nhạc Pearl Jam mang tên Pearl Jam Twenty (cũng ra rạp năm 2011); phim hài lãng mạn Aloha ra mắt năm 2015 có sự góp mặt của các diễn viên Bradley Cooper, Emma Stone, Rachel McAdams, Alec Baldwin, Bill Murray, John Krasinski và Danny McBride; và loạt phim truyền hình hài–chính kịch Roadies (2016) chiếu trên đài cáp Showtime.

## Đời tư
Crowe kết hôn với Nancy Wilson – thành viên ban nhạc rock Heart vào tháng 7 năm 1986. Hai người chào đón cặp con trai sinh đôi vào tháng 1 năm 2000. Crowe và Wilson chia tay nhau vào tháng 6 năm 2008, rồi đến ngày 23 tháng 9 năm 2010, Wilson đệ đơn ly hôn với lý do "những mâu thuẫn không thể hàn gắn". Vụ ly hôn được hoàn tất vào ngày 8 tháng 12 năm 2010.

## Danh sách phim
| Năm  | Phim                           | Đạo diễn | Biên kịch | Nhà sản xuất | Ghi chú |
| ---- | ------------------------------ | -------- | --------- | ------------ | --- |
| 1982 | Fast Times at Ridgemont High   |          | Có        |              | |
| 1984 | The Wild Life                  |          | Có        | Có           | |
| 1989 | Say Anything...                | Có       | Có        |              | |
| 1992 | Singles                        | Có       | Có        | Có           | |
| 1996 | Jerry Maguire                  | Có       | Có        | Có           | Đề cử- Giải Oscar cho phim hay nhất Đề cử- Giải Oscar cho kịch bản gốc xuất sắc nhất Đề cử- Giải Quả cầu vàng cho phim ca nhạc hoặc phim hài hay nhất Đề cử- Giải Nghiệp đoàn đạo diễn Mỹ cho đạo diễn phim điện ảnh xuất sắc                                                                                                   |
| 2000 | Almost Famous                  | Có       | Có        | Có           | Giải Oscar cho kịch bản gốc xuất sắc nhất Giải BAFTA cho kịch bản gốc xuất sắc nhất Giải Quả cầu vàng cho phim ca nhạc hoặc phim hài hay nhất Giải Grammy cho Tác phẩm âm nhạc biên soạn xuất sắc nhất cho phim ảnh Đề cử- Giải BAFTA cho phim hay nhất Đề cử- Giải Nghiệp đoàn đạo diễn Mỹ cho đạo diễn phim điện ảnh xuất sắc |
| 2001 | Vanilla Sky                    | Có       | Có        | Có           | |
| 2005 | Elizabethtown                  | Có       | Có        | Có           | |
| 2011 | The Union                      | Có       |           | Có           | Phim tài liệu |
| 2011 | Pearl Jam Twenty               | Có       | Có        | Có           | Phim tài liệu |
| 2011 | We Bought a Zoo                | Có       | Có        | Có           | |
| 2015 | Aloha                          | Có       | Có        | Có           | |
| 2016 | Roadies                        | Có       | Có        | Có           | phim truyền hình |
| 2019 | David Crosby: Remember My Name |          |           | Có           | Phim tài liệu |

### Diễn xuất
| Năm  | Phim                       | Vai diễn                | Ghi chú           |
| ---- | -------------------------- | ----------------------- | ----------------- |
| 1972 | The Other Side of the Wind | Khách mời dự tiệc       |                   |
| 1978 | American Hot Wax           | Cậu bé vận chuyển hàng  |                   |
| 1984 | The Wild Life              | Cảnh sát #2             |                   |
| 1992 | Singles                    | Phóng viên câu lạc bộ   |                   |
| 2002 | Minority Report            | Hành khách trên xe buýt | Không được đề tên |

### Video âm nhạc
| Năm  | Ban nhạc                        | Bài hát            | Album                                              |
| ---- | ------------------------------- | ------------------ | -------------------------------------------------- |
| 1983 | Tom Petty and the Heartbreakers | "Change of Heart"  | Long After Dark                                    |
| 1992 | Paul Westerberg                 | "Dyslexic Heart"   | Singles: Original Motion Picture Soundtrack        |
| 1992 | Alice In Chains                 | "Would?"           | Dirt / Singles: Original Motion Picture Soundtrack |
| 2009 | Pearl Jam                       | "The Fixer" (live) | Backspacer                                         |